# Crossing the T

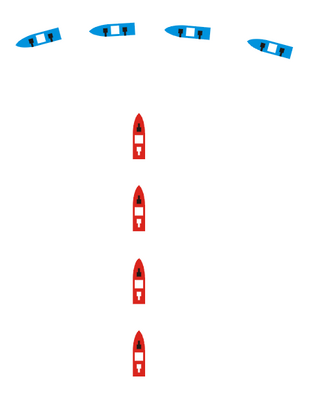
Der blauen Flotte ist gegen die rote Flotte ein Crossing the T gelungen. Idealisiert fahren sowohl die rote als auch die blaue Flotte in Kiellinie.

Das Crossing the T (englisch für ‚den T-Querstrich ziehen‘) ist eine Gefechtstaktik auf artilleristisch bestückten Kriegsschiffen, die mit vielen Geschützen zur Seite, aber nur mit wenigen nach vorne oder hinten feuern können.
Seit der Entwicklung moderner Lenkwaffenkreuzer und Flugzeugträger hat diese Technik für die moderne Seekriegsführung keine Bedeutung mehr.

## Beschreibung
Der in der obenstehenden Illustration blauen Flotte ist es durch höhere Geschwindigkeit oder eine bessere Ausgangsposition gelungen, die Fahrtrichtung der roten Flotte zu kreuzen. Damit hat sie Querstrich für das T gezogen.
Dies verschafft der blauen Flotte mehrere Vorteile:
- Sie kann ihr Feuer auf das führende Schiff der roten Flotte konzentrieren.
- Sie kann sämtliche Geschütze (einer Seite, „Breitseite“) einsetzen, während die gegnerische Flotte wegen der Behinderung durch die Aufbauten nur ihre vorderen Geschütze einsetzen kann.
- Die Sicht der weiter hinten fahrenden roten Schiffe ist stark durch Rauch und die Aufbauten der vorausfahrenden Schiffe behindert.
- Sie kann die aufgereihten Schiffe der roten Flotte über deren ganze Länge treffen, während die blauen nur über ihre Breite zu treffen sind. Dies ist bei Geschützen von Vorteil, deren Treffgenauigkeit in der Schussweite stärker schwankt als die Seitenstreuung.

## Geschichte
Ein Crossing the T wurde bereits 1805 vor Trafalgar angewendet, allerdings von der später unterlegenen französisch-spanischen Flotte. Englands Befehlshaber Admiral Nelson ging davon aus, dass die gegnerische Flotte bis zu dem Zeitpunkt, zu dem seine Schiffe deren Linie erreichten, maximal 2 Salven würde abfeuern können. Daher entschied er sich aus der vermeintlich schlechteren Position heraus anzugreifen und die Linie der Gegner an zwei Stellen zu durchbrechen. Dieses „raking fire“ genannte Manöver führte trotz des Crossing the T des Gegners zum Erfolg der Briten.
In der Skagerrakschlacht im Sommer 1916 gelang es der Kaiserlichen Marine zweimal, durch ein planvolles, zuvor nicht bekanntes neuartiges Gegenmanöver, die sogenannte Gefechtskehrtwende, dem drohenden Crossing the T der britischen Grand Fleet zu entgehen.
Ende Mai 1941 versuchte ein britischer Verband, bestehend aus den Schlachtschiffen Hood und Prince of Wales, das Schlachtschiff Bismarck sowie den Schweren Kreuzer Prinz Eugen bei ihrem Durchbruch in den Nordatlantik mit einem Crossing the T abzufangen. Zwei weitere britische Kreuzer, die die Deutschen zuvor beschatteten, hatten in der Nacht zuvor jedoch den Radarkontakt zum Verband verloren, sodass beim Zusammentreffen in der Dänemarkstraße die deutschen Schiffe in der günstigeren Position waren und die Hood versenkt werden konnte.
Auch im Pazifikkrieg während der Schlacht in der Surigao-Straße Ende Oktober 1944 südlich von Leyte im Seegebiet um die Philippinen spielte das Crossing the T eine wichtige Rolle. Die Amerikaner deckten mit einer Flottenlinie die Durchfahrt der Straße von Surigao ab, und der japanische Flottenverband lief auf diese Linie zu.
Mit der Ablösung der Artillerie als Hauptwaffe der Schiffe durch Lenkwaffen wurde die relative Position von Schiffen zueinander während des Gefechtes bedeutungslos, da diese Waffen in jeder Position auf einen Gegner abgefeuert werden können.

## Andere Bedeutungen
Crossing the T ist neben der oben beschriebenen Seegefechtstaktik eine englische Redewendung für perfekte Arbeit sowie Perfektionismus: „He crossed all the T's and dotted all the I's“ (zu Deutsch: „Er hat alle T-Striche gezogen und alle I-Punkte gesetzt.“).